# Danguyodrypetes
Danguyodrypetes é um género botânico pertencente à família Euphorbiaceae.

## Sinonímia
- Aerisilvaea Radcl.-Sm.
- Danguyodrypetes Leandri

### Espécies
- Danguyodrypetes abbayesii
- Danguyodrypetes ambigua
- Danguyodrypetes fiherenensis
- Danguyodrypetes manongarivensis

## Nome e referências
Danguyodrypetes Pax